# مائیس آزیزیان
آرامائیس "مائیس" آزیزیان (ارمنی: Արամայիս "Մայիս" Ազիզյան؛ زادهٔ ۱ مهٔ ۱۹۷۸ در ایروان) یک بازیکن فوتبال در پست دروازه‌بان اهل ارمنستان است.

## باشگاهی
از باشگاه‌هایی که در آن بازی کرده‌است می‌توان به باشگاه فوتبال کوتایک-۲، آرارات ایروان برق شیراز، کیلیکیا، میکا و اولیس، ایمپالس، ابومسلم خراسان اشاره کرد.

## تیم ملی
وی همچنین در تیم ملی فوتبال ارمنستان بازی کرده است. نخستین بازی ملی خود را که یک بازی دوستانه بود در ۸ سپتامبر ۲۰۰۷ در اچنا در مقابل قبرس انجام داده است.